# Philiris violetta
Philiris violetta är en fjärilsart som beskrevs av Johannes Karl Max Röber 1926. Philiris violetta ingår i släktet Philiris och familjen juvelvingar. Inga underarter finns listade i Catalogue of Life.